# Паническо разстройство
Паническото разстройство представлява повтарящи се епизоди на интензивен ирационален страх, паника или безпокойство, наречени панически атаки.
Симптоми:
- Тревожност за нещо;
- Чувство, че нещо лошо има да се случи;
- Желание за бягство (свързано с прилив на адреналин);
- Чувство за загуба контрол, полудяваш, губиш разсъдъка си;
- Чувство за умиране или получаваш инфаркт;
- Чувство за нереалност (деперсонализация);
- Промени в сърдечната дейност или пулса – ускорен сърдечен ритъм, палпитации;
- Промени в дишането – недостиг на въздух, задух, ускорено дишане, хипервентилация;
- Гръдна болка, дискомфорт, чувство на тежест в гърдите;
- Замаяност, чувство за припадане (поради ниското кръвно налягане);
- Гадене/стомашни проблеми, Изтръпване/втрисане/потене;
- Изтръпване (Вкочаняване) на крайниците, корема, врата и челюстта;
- При вкочанена челюст не може да се произнесе „р“;
- Студени крайници, рязко изтръпване, треперене на краката вечер при лягане;
- Болки при местата, които са вкочанени (Възстановяване от прилива на адреналин);
- Липса на апетит;
- Слабост в краката;
- Топли вълни;
- Мускулни крампи (стегнатост в мускулите);
- Киселини и повдигане (много рядко повръщане);
- „Буца“ в гърлото;
- Странен вкус и мирис в устата;

Паническите атаки имат внезапно начало, обикновено достигат връх към 10-а минута и приключват за около 30 мин, но могат да бъдат и по-кратки (15 сек) или циклични, понякога продължаващи с часове.
Единична паническа атака не означава задължително паническо разстройство, но често след като е възникнала такава, се изпада в порочен кръг и страхът от паническа атака води до нарастващо безпокойство. В някои от случаите се развива агорафобия и хората започват да избягват места или събития, които предизвикват паническа атака.
Панически атаки възникват при поне 10% от възрастните годишно, 2 – 3 пъти по-често при жените. При 2 до 3% от засегнатите се развива паническо разстройство. В Америка засегнатите са около 2 400 000 души.
Хипнотерапията е изключително ефективен метод за намаляване на честотата и силата на паническите атаки и за трайното им премахване.

## Начини за справяне с паническите атаки
Психотерапията е един от най-известните начини за справяне. Има много упражнения за успокояване.
- „Руско“ упражнение: Поемане дълбоко дъх като човек се вдига на пръсти и с ръце във въздуха. После рязко се спуска надолу. Някои хора го наричат „Заземяване“. Целта е да се осъзнае и да се върне контрола над мислите.
- Коремно дишане: Както се вижда от името му при него се диша с корема, и то бавно, като се сяда или ляга с лице нагоре. Ако не е възможно дишане с корем, е добре да се диша дълбоко. Целта е възстановяване контрола над дишането и баланса на кислород (когато човек е задъхан, поема прекалено много кислород и това го замайва).
- „Бръмченето на пчелата“: Запушват се ушите, докосва се езика с небцето и със затворена уста се издава звука „м“ продължително. Това създава вибрации, които успокояват.
- Изготвяне на план за възстановяване: Може да си изготви програма за справяне с паническото разстройство – това включва задължително план за спортуване, много работа, оптимистично мислене. Може да се намери такава програма в интернет за пример или да се използва готова такава.